# Berlin Recycling Volleys

Nazwa klubu SCC Berlin w latach 1993–2011

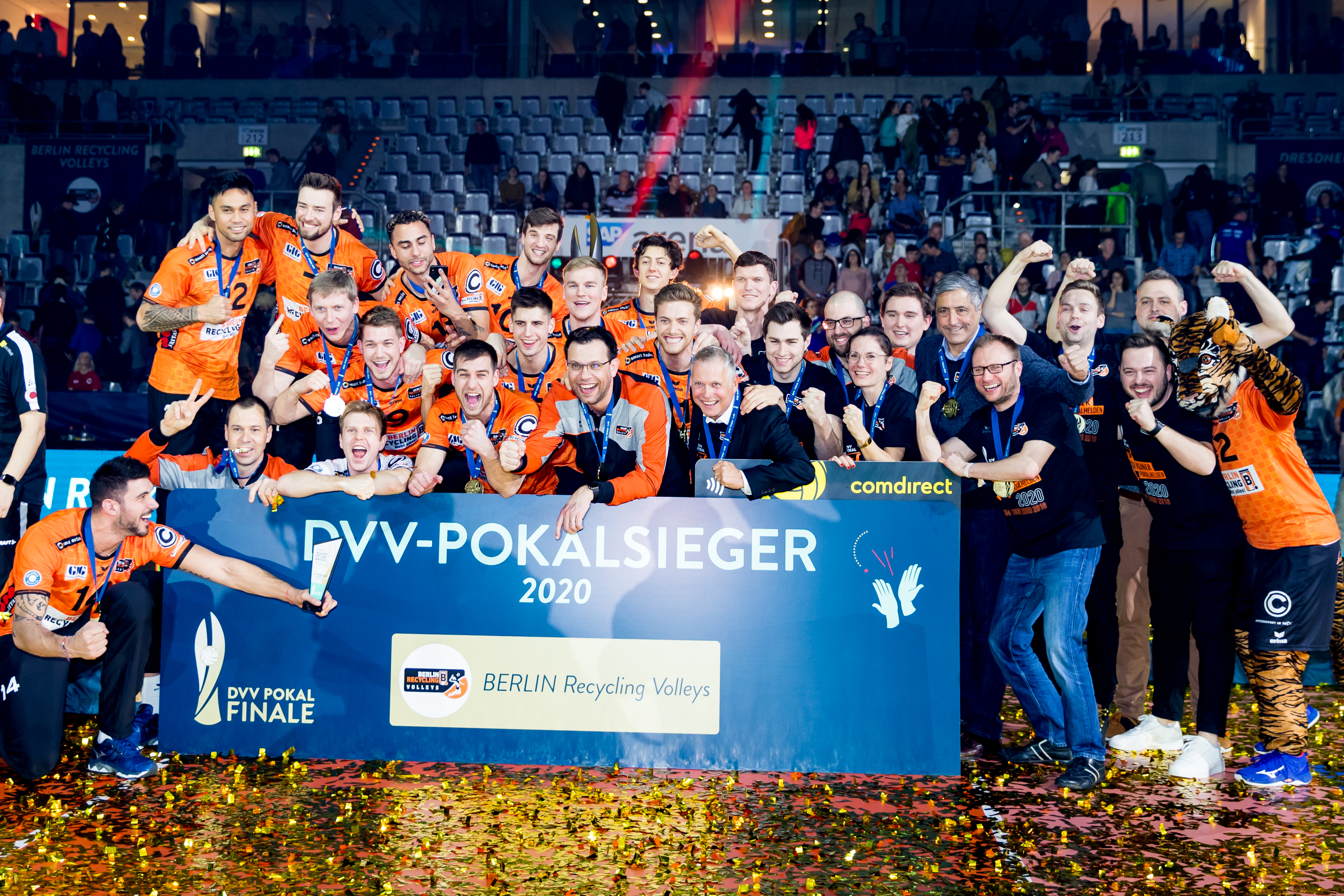
Zawodnicy Berlin Recycling Volleys zwycięzcami Pucharu Niemiec w sezonie 2019/2020

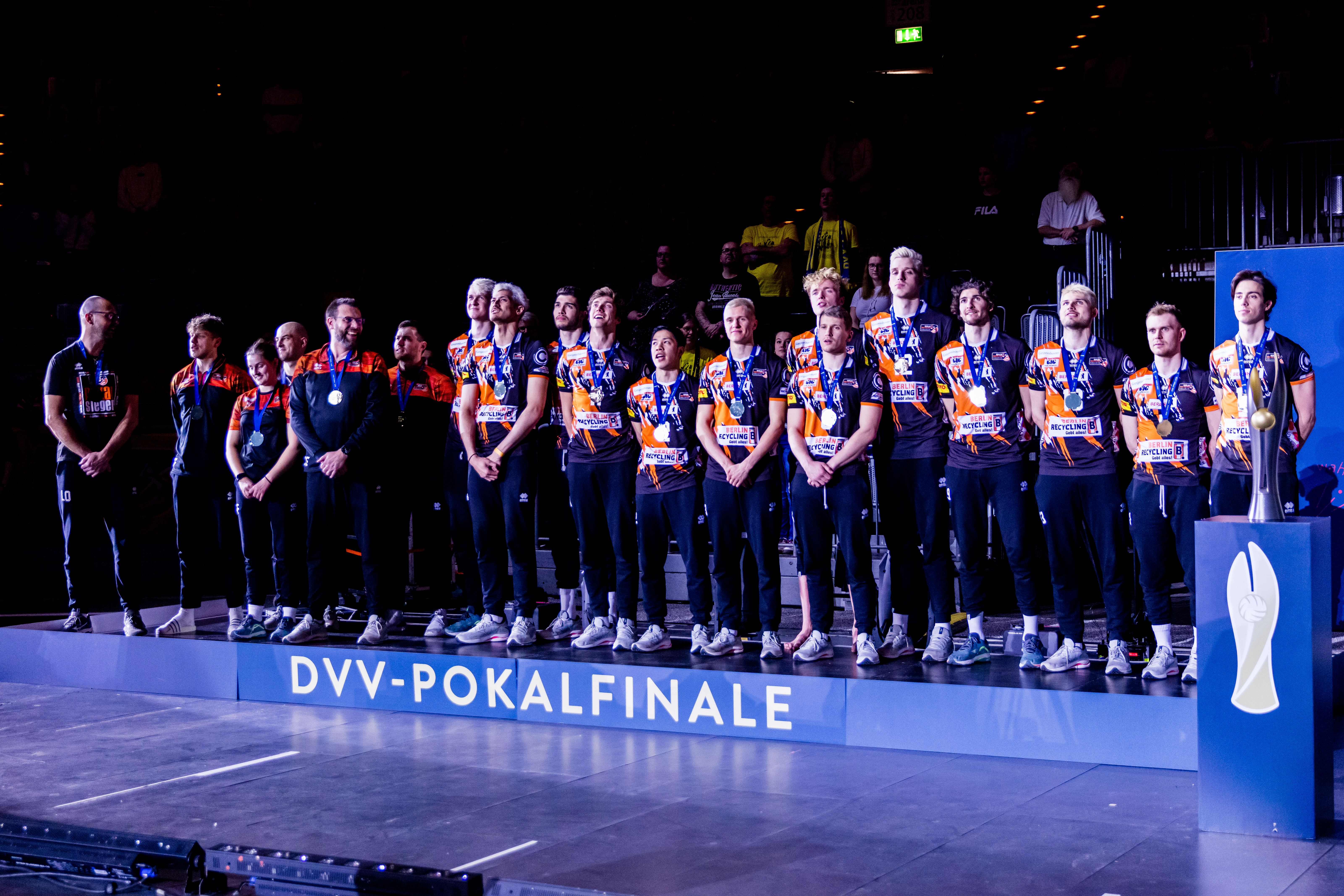
Zawodnicy Berlin Recycling Volleys zwycięzcami Pucharu Niemiec w sezonie 2022/2023

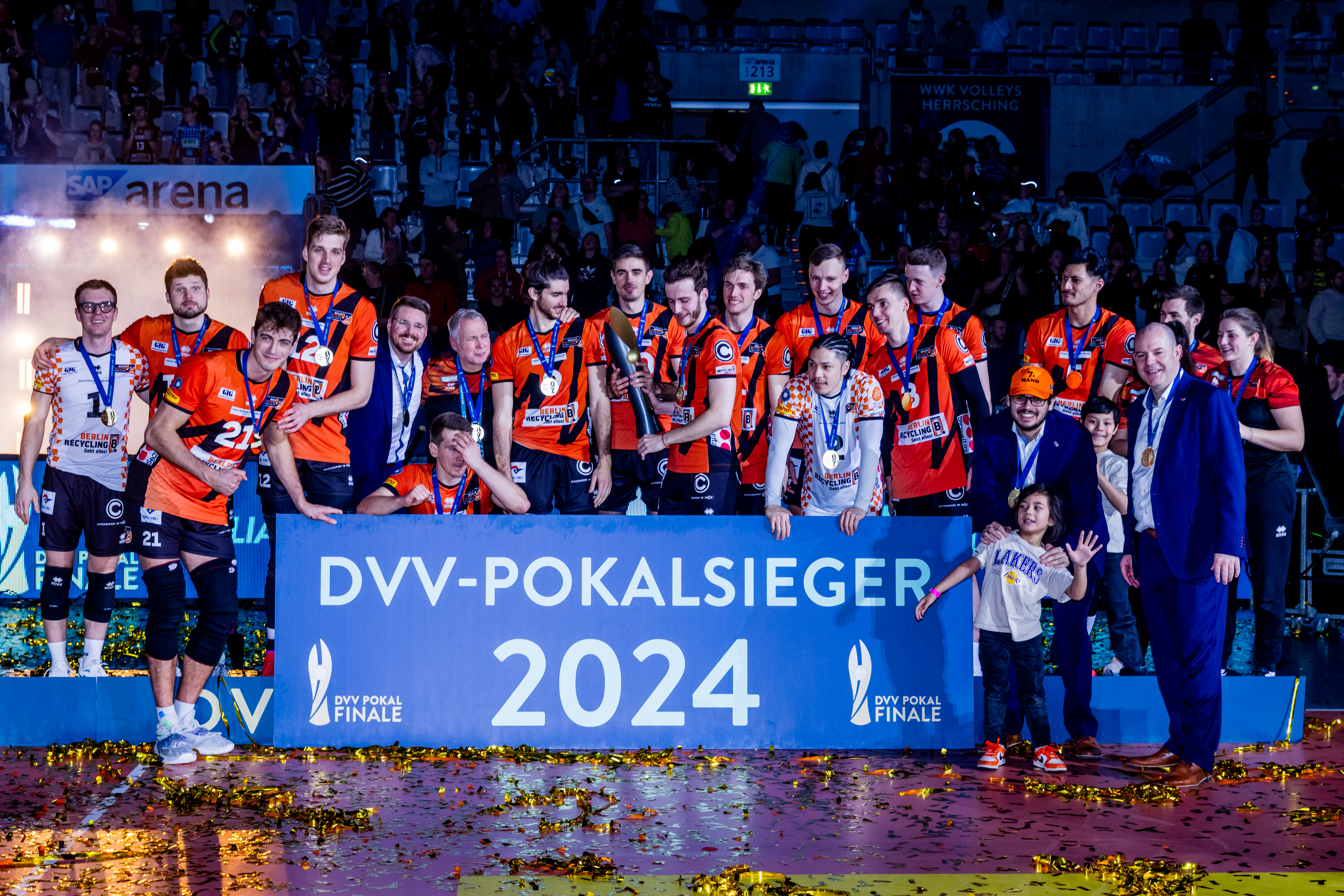
Zawodnicy Berlin Recycling Volleys zwycięzcami Pucharu Niemiec w sezonie 2023/2024

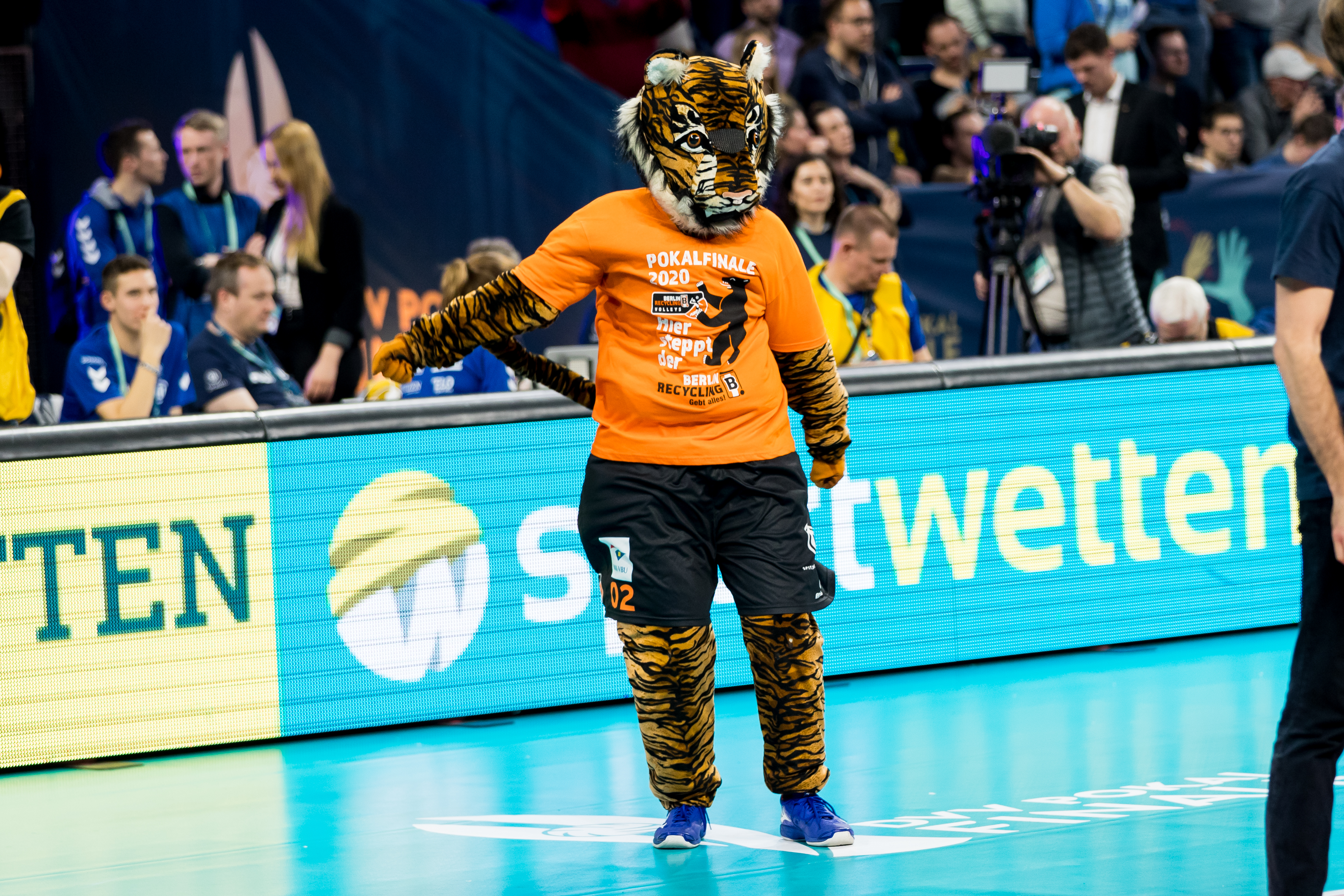
Maskotka klubu Berlin Recycling Volleys

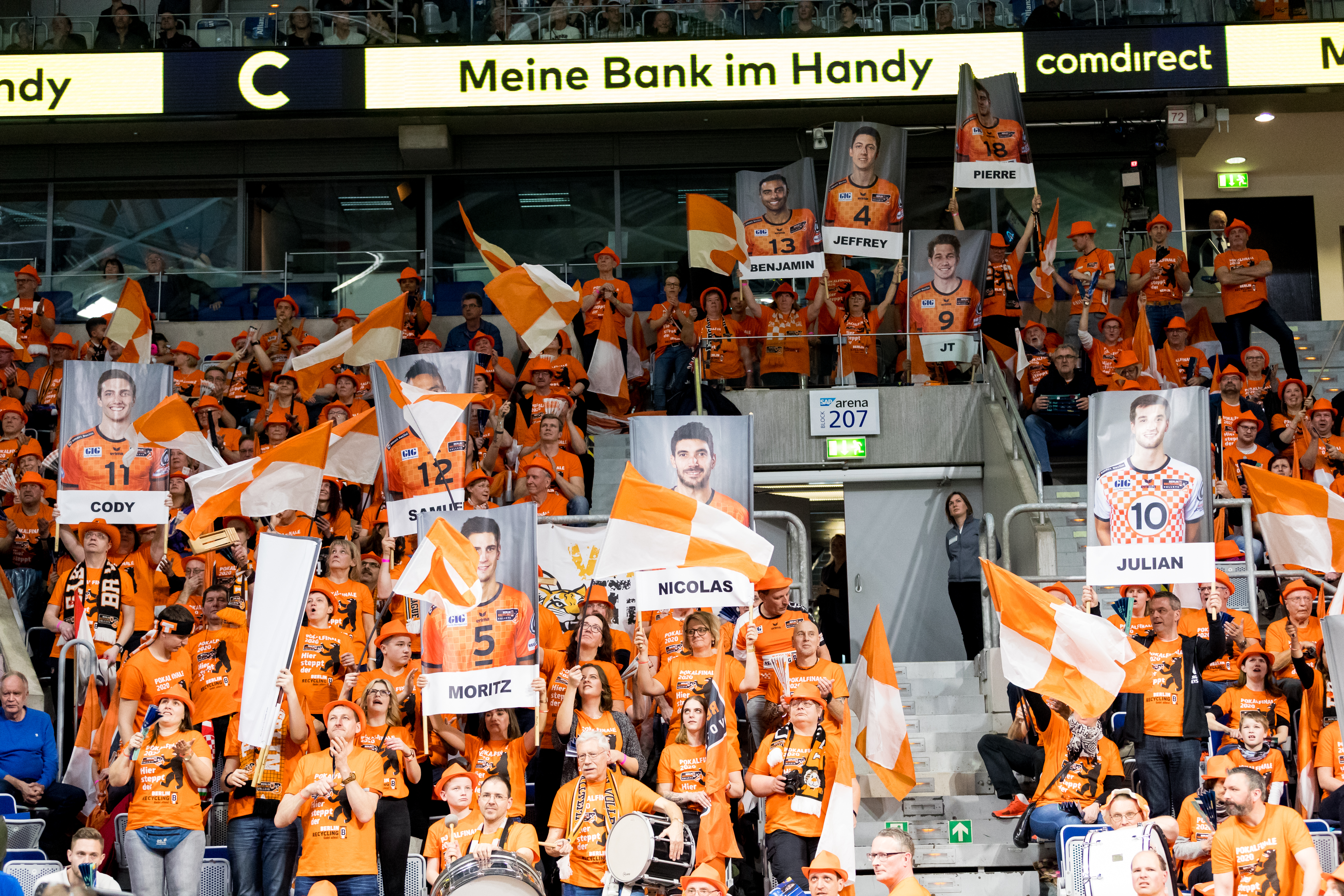
Klub Kibica Berlin Recycling Volleys

Berlin Recycling Volleys – niemiecki męski klub siatkarski z Berlina założony 15 września 1902 roku. Obecnie występuje w 1. Bundeslidze.

## Chronologia nazw
- 1902–1992 SC Charlottenburg
- 1993–2011 SCC Berlin
- 2011– Berlin Recycling Volleys

## Sukcesy
Mistrzostwo Niemieckiej Republiki Demokratycznej:
- 1991

Puchar Niemieckiej Republiki Demokratycznej:
- 1991

Mistrzostwo Niemiec:
- 1993, 2003, 2004, 2012, 2013, 2014, 2016, 2017, 2018, 2019, 2021, 2022[1], 2023[2], 2024[3], 2025[4]
- 2000, 2002, 2008, 2011, 2015
- 1995, 1999, 2001, 2006, 2007, 2009

Puchar Niemiec:
- 1994, 1996, 2000, 2016, 2020, 2023[5], 2024[6], 2025[7]

Superpuchar Niemiec:
- 2019, 2020, 2021, 2022[8], 2023[9], 2024[10]

Puchar CEV:
- 2016
- 1999

Puchar Challenge:
- 2010

Liga Mistrzów:
- 2015

### Turnieje towarzyskie
Bogdanka Volley Cup im. Tomasza Wójtowicza:
- 2022

Memoriał Arkadiusza Gołasia:
- 2023

### Sezon 2024/2025

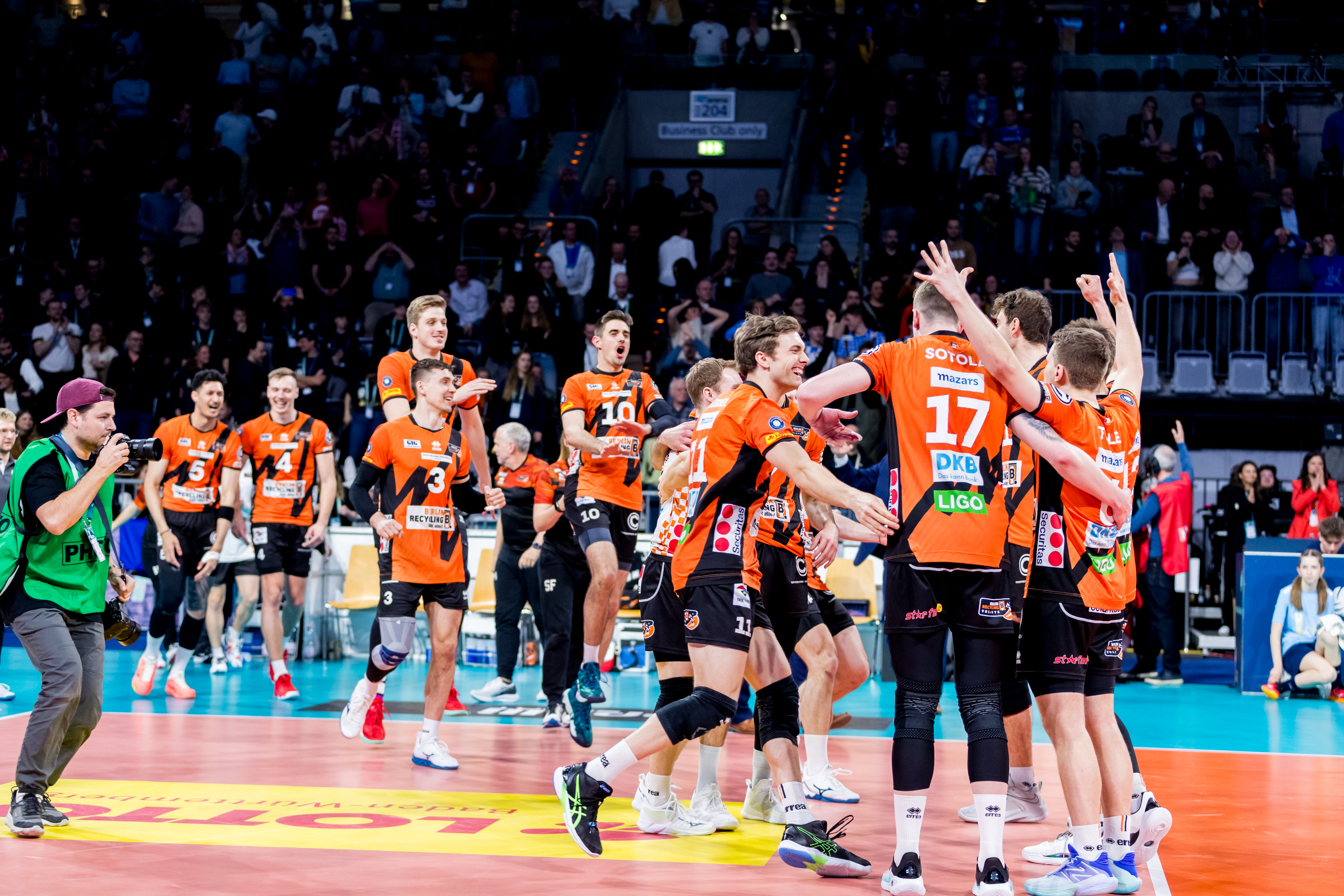
Zawodnicy Berlin Recycling Volleys w sezonie 2023/2024

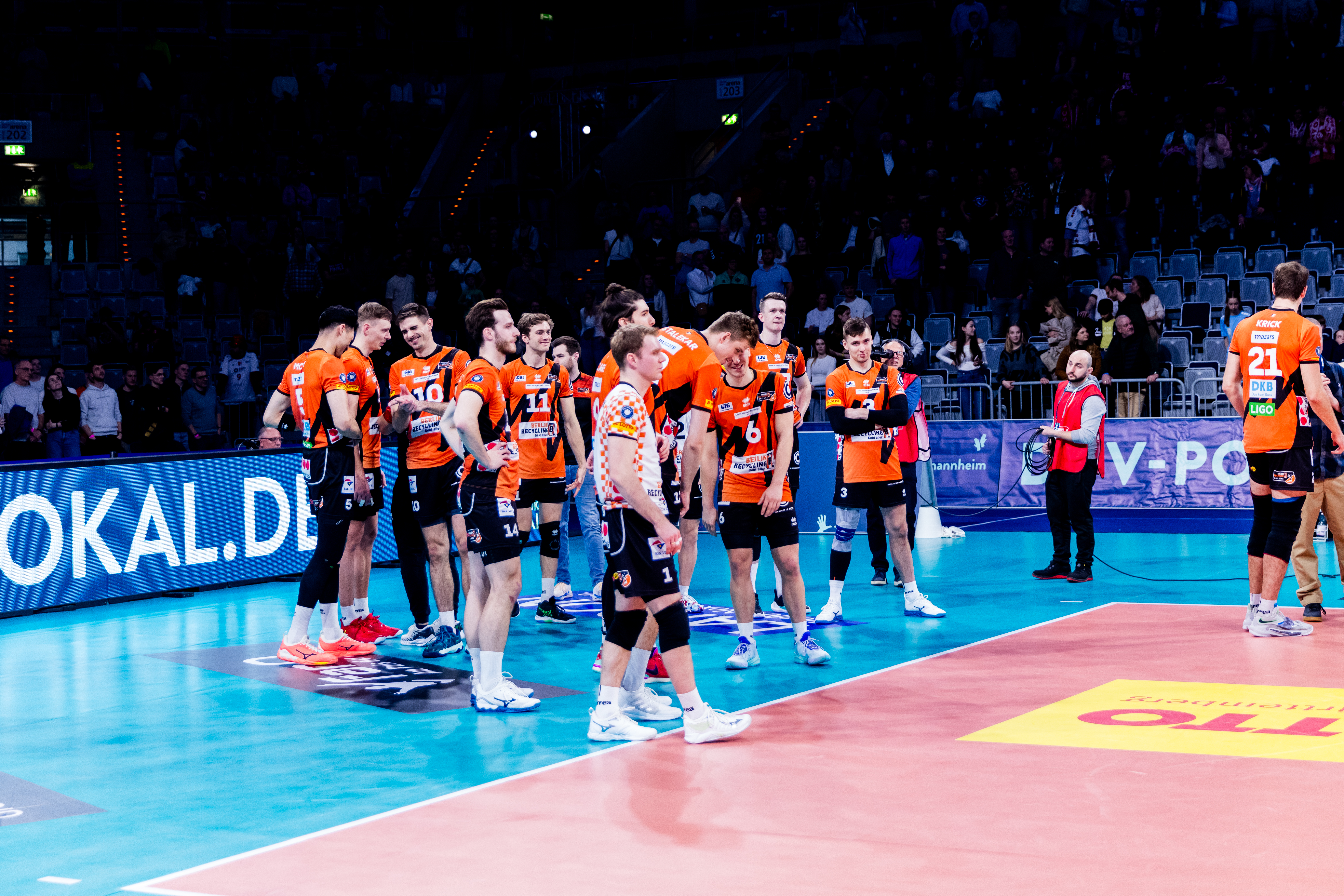
Zawodnicy Berlin Recycling Volleys w sezonie 2023/2024

## Europejskie puchary
| Sezon     | Europejskie puchary              | Osiągnięcie           |
| --------- | -------------------------------- | --------------------- |
| 1991/1992 | Puchar Europy Mistrzów Klubowych | I runda               |
| 1993/1994 | Puchar Europy Mistrzów Klubowych | ćwierćfinał           |
| 1994/1995 | Puchar Europy Zdobywców Pucharów | 1/8 finału            |
| 1995/1996 | Puchar CEV                       | faza główna           |
| 1996/1997 | Puchar Europy Zdobywców Pucharów | 4. miejsce            |
| 1998/1999 | Puchar CEV                       | 3. miejsce            |
| 1999/2000 | Puchar CEV                       | ćwierćfinał           |
| 2000/2001 | Liga Mistrzów                    | faza grupowa          |
| 2001/2002 | Puchar CEV                       | faza główna           |
| 2002/2003 | Puchar Top Teams                 | faza grupowa          |
| 2003/2004 | Liga Mistrzów                    | faza grupowa          |
| 2004/2005 | Liga Mistrzów                    | Runda 12              |
| 2005/2006 | Puchar CEV                       | faza główna           |
| 2006/2007 | Puchar Top Teams                 | faza kwalifikacyjna   |
| 2007/2008 | Puchar Challenge                 | 1/8 finału            |
| 2008/2009 | Puchar CEV Puchar Challenge      | 1/16 finału III runda |
| 2009/2010 | Puchar Challenge                 | 3. miejsce            |
| 2010/2011 | Puchar CEV                       | 1/8 finału            |
| 2011/2012 | Puchar CEV                       | ćwierćfinał           |
| 2012/2013 | Liga Mistrzów                    | Runda 12              |
| 2013/2014 | Liga Mistrzów                    | Runda 12              |
| 2014/2015 | Liga Mistrzów                    | 3. miejsce            |
| 2015/2016 | Puchar CEV                       | 1. miejsce            |
| 2016/2017 | Liga Mistrzów                    | 4. miejsce            |
| 2017/2018 | Liga Mistrzów                    | 1/12 finału           |
| 2018/2019 | Liga Mistrzów                    | faza grupowa          |
| 2019/2020 | Liga Mistrzów                    | faza grupowa          |
| 2020/2021 | Liga Mistrzów                    | ćwierćfinał           |
| 2021/2022 | Liga Mistrzów                    | ćwierćfinał           |
| 2022/2023 | Liga Mistrzów                    | ćwierćfinał           |
| 2023/2024 | Liga Mistrzów                    | ćwierćfinał           |
| 2024/2025 | Liga Mistrzów                    | runda play-off        |

## Trenerzy
| Sezon                     | Imię i nazwisko   |
| ------------------------- | ----------------- |
| 2001-2005                 | Marko Culic       |
| 2005-2009                 | Michael Warm      |
| 2009-2010                 | Andrej Urnaut     |
| 2010-2015                 | Mark Lebedew      |
| 2015-2017                 | Roberto Serniotti |
| 2017-2018 (do 08.02.2018) | Luke Reynolds     |
| 2018 (od 12.02.2018)      | Stelian Moculescu |
| 2018-2023                 | Cédric Énard      |
| 2023-                     | Joel Banks        |

## Polacy w klubie
| Lata gry  | Imię i nazwisko           |
| --------- | ------------------------- |
| 1995-1997 | Marian Kardas             |
| 1995-1998 | Andrzej Niemczyk (trener) |
| 2019-     | Adam Kowalski             |
| 2024-     | Jan Fornal                |

## Kadra

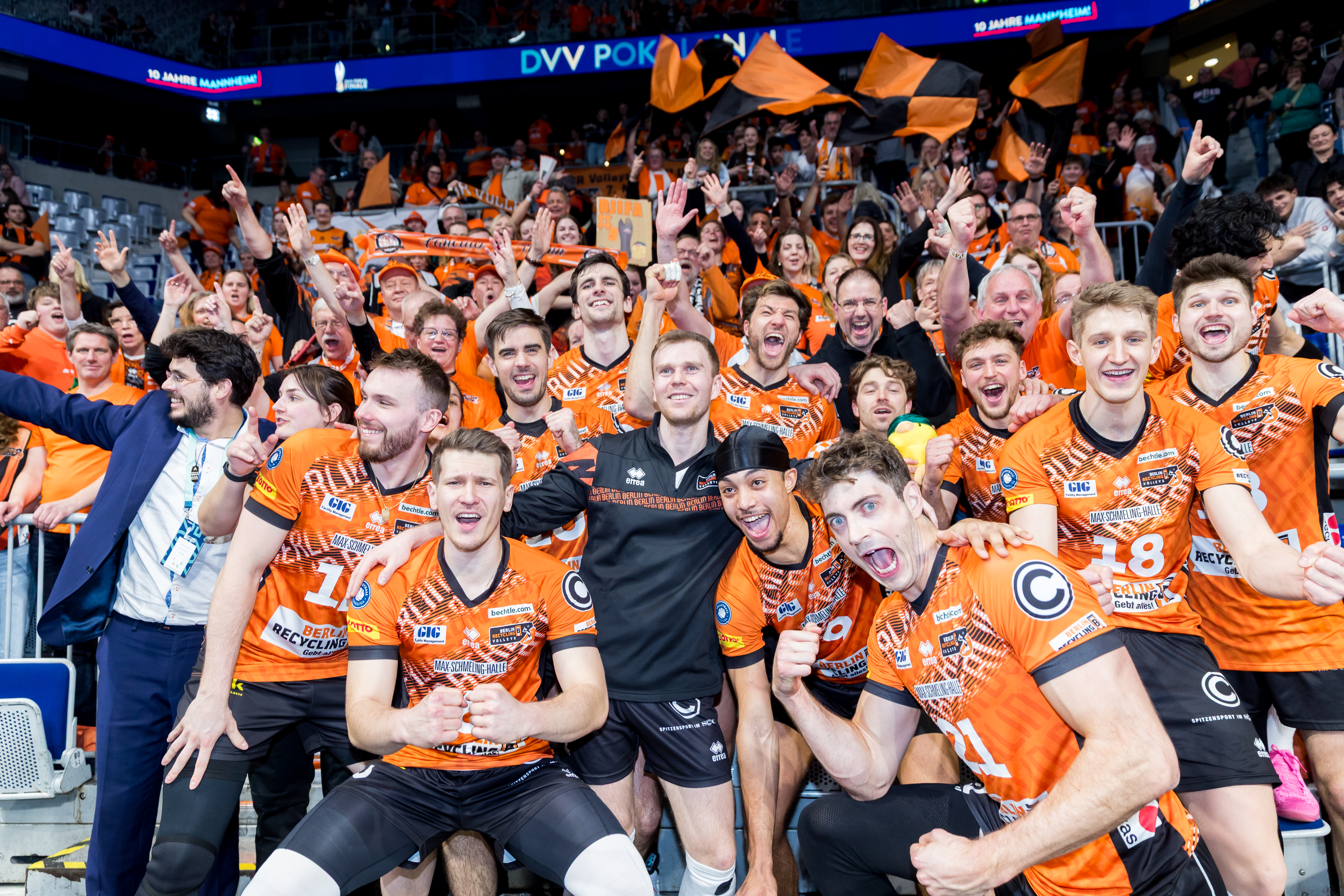
Zawodnicy Berlin Recycling Volleys w sezonie 2024/2025

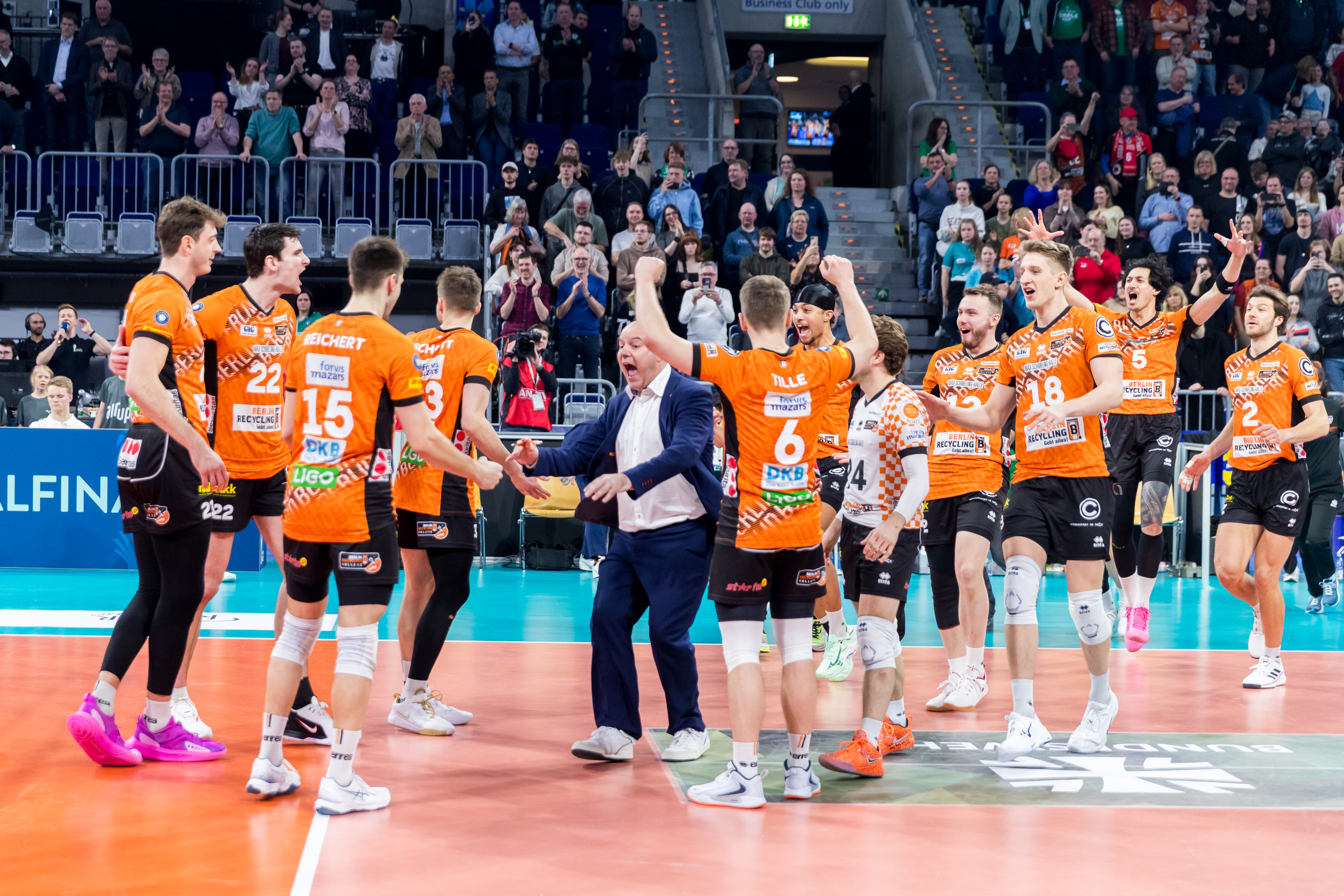
Zawodnicy Berlin Recycling Volleys w sezonie 2024/2025

### Sezon 2024/2025[12]
| Nr | Imię i nazwisko         | Data ur. | Wzrost | Pozycja      |
| -- | ----------------------- | -------- | ------ | ------------ |
| 1  | Adam Kowalski           | 1994     | 180    | libero       |
| 2  | Matthew Knigge          | 1996     | 203    | środkowy     |
| 4  | Tim Türpe               | 2005     | 177    | libero       |
| 5  | Nehemiah Mote           | 1993     | 204    | środkowy     |
| 6  | Johannes Tille          | 1997     | 184    | rozgrywający |
| 7  | Simon Plaskie           | 2001     | 193    | przyjmujący  |
| 9  | Djifa Julien Amedegnato | 2003     | 197    | rozgrywający |
| 10 | Daniel Malescha         | 1994     | 203    | atakujący    |
| 11 | Maximilian Treiter      | 2005     | 188    | libero       |
| 12 | Jan Fornal              | 1995     | 191    | przyjmujący  |
| 13 | Ruben Schott            | 1994     | 192    | przyjmujący  |
| 15 | Moritz Reichert         | 1995     | 195    | przyjmujący  |
| 18 | Florian Krage           | 1997     | 204    | środkowy     |
| 21 | Tobias Krick            | 1998     | 211    | środkowy     |
| 22 | Jake Hanes              | 1998     | 213    | atakujący    |
| 23 | Mika Steffens           | 2005     | 200    | środkowy     |
| 24 | Kyle Dagostino          | 1995     | 175    | libero       |

### Sezon 2023/2024
| Nr | Imię i nazwisko | Data ur. | Wzrost | Pozycja      |
| -- | --------------- | -------- | ------ | ------------ |
| 1  | Adam Kowalski   | 1994     | 180    | libero       |
| 2  | Satoshi Tsuiki  | 1992     | 174    | libero       |
| 3  | Robert Täht     | 1993     | 192    | przyjmujący  |
| 4  | Timo Tammemaa   | 1991     | 202    | środkowy     |
| 5  | Nehemiah Mote   | 1993     | 204    | środkowy     |
| 6  | Johannes Tille  | 1997     | 184    | rozgrywający |
| 9  | Timothée Carle  | 1995     | 195    | przyjmujący  |
| 10 | Daniel Malescha | 1994     | 203    | atakujący    |
| 11 | Cody Kessel     | 1991     | 197    | przyjmujący  |
| 12 | Sašo Štalekar   | 1996     | 214    | środkowy     |
| 13 | Ruben Schott    | 1994     | 192    | przyjmujący  |
| 14 | Leon Dervisaj   | 1996     | 195    | rozgrywający |
| 17 | Marek Šotola    | 1999     | 200    | atakujący    |
| 21 | Tobias Krick    | 1998     | 211    | środkowy     |

### Sezon 2022/2023

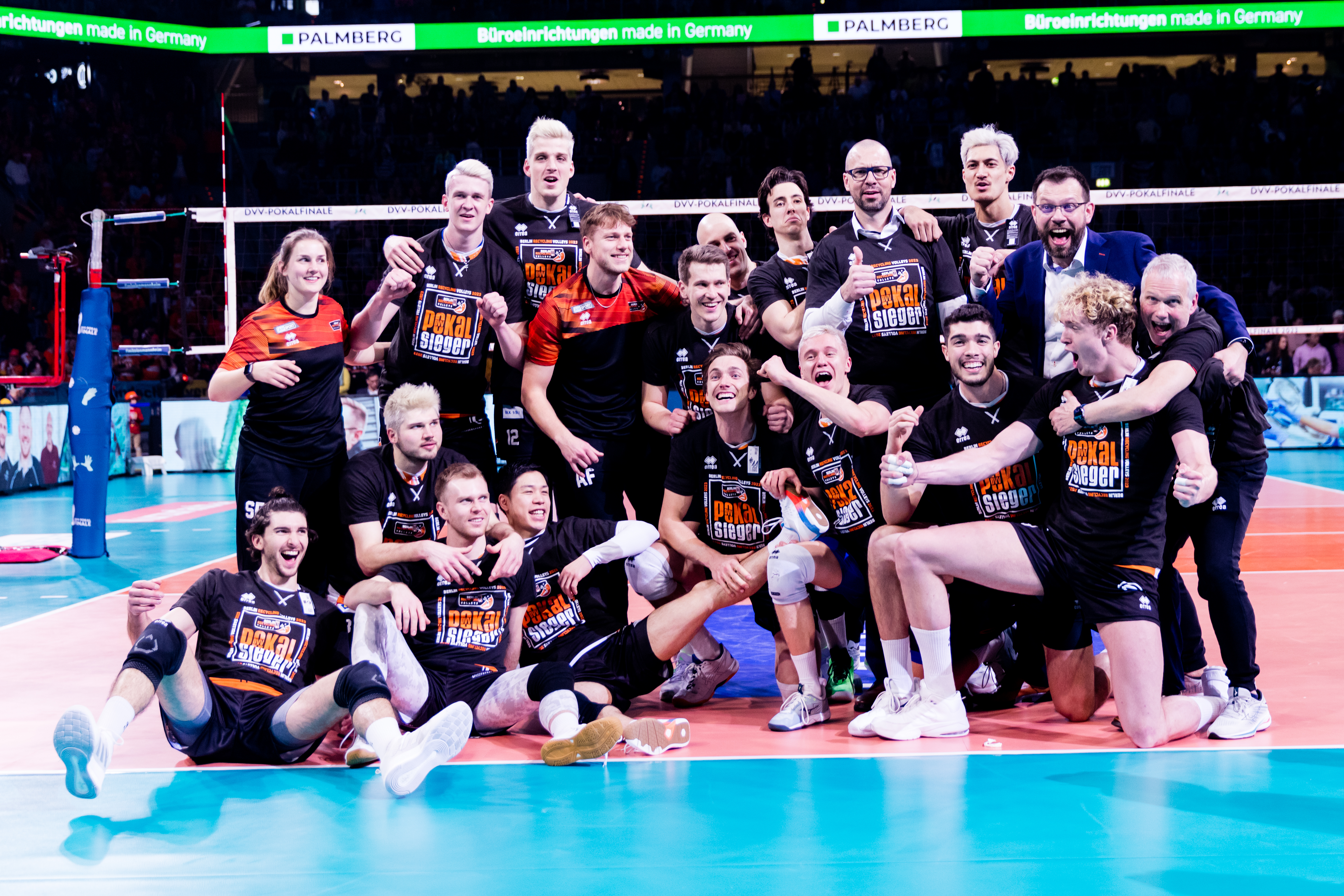
Zawodnicy Berlin Recycling Volleys w sezonie 2022/2023

| Nr | Imię i nazwisko                                  | Data ur. | Wzrost | Pozycja      |
| -- | ------------------------------------------------ | -------- | ------ | ------------ |
| 1  | Adam Kowalski                                    | 1994     | 180    | libero       |
| 2  | Satoshi Tsuiki                                   | 1992     | 174    | libero       |
| 3  | Antti Ronkainen                                  | 1996     | 191    | przyjmujący  |
| 4  | Arshdeep Dosanjh (od 21.11.2022) (do 15.01.2023) | 1996     | 205    | rozgrywający |
| 5  | Nehemiah Mote                                    | 1993     | 204    | środkowy     |
| 6  | Johannes Tille                                   | 1997     | 184    | rozgrywający |
| 8  | Anton Brehme                                     | 1999     | 200    | środkowy     |
| 9  | Timothée Carle                                   | 1995     | 195    | przyjmujący  |
| 10 | Ángel Trinidad de Haro                           | 1993     | 195    | rozgrywający |
| 11 | Cody Kessel                                      | 1991     | 197    | przyjmujący  |
| 12 | Sašo Štalekar                                    | 1996     | 214    | środkowy     |
| 13 | Ruben Schott                                     | 1994     | 192    | przyjmujący  |
| 17 | Marek Šotola                                     | 1999     | 200    | atakujący    |
| 18 | Matheus Krauchuk                                 | 1997     | 201    | atakujący    |

### Sezon 2021/2022
| Nr | Imię i nazwisko             | Data ur. | Wzrost | Pozycja      |
| -- | --------------------------- | -------- | ------ | ------------ |
| 1  | Adam Kowalski               | 1994     | 180    | libero       |
| 3  | Ruben Schott                | 1994     | 192    | przyjmujący  |
| 4  | Jeffrey Jendryk             | 1995     | 208    | środkowy     |
| 5  | Nehemiah Mote               | 1993     | 204    | środkowy     |
| 6  | Siergiej Grankin            | 1985     | 193    | rozgrywający |
| 7  | Georg Klein (od 25.11.2021) | 1991     | 201    | środkowy     |
| 8  | Anton Brehme                | 1999     | 200    | środkowy     |
| 9  | Timothée Carle              | 1995     | 195    | przyjmujący  |
| 10 | Santiago Danani             | 1995     | 176    | libero       |
| 11 | Cody Kessel                 | 1991     | 197    | przyjmujący  |
| 12 | Samuel Tuia                 | 1986     | 195    | przyjmujący  |
| 13 | Benjamin Patch              | 1994     | 203    | atakujący    |
| 15 | Matthew West                | 1993     | 198    | rozgrywający |
| 17 | Marek Šotola                | 1999     | 200    | atakujący    |

### Sezon 2020/2021
| Nr | Imię i nazwisko                 | Data ur. | Wzrost | Pozycja      |
| -- | ------------------------------- | -------- | ------ | ------------ |
| 1  | Adam Kowalski                   | 1994     | 180    | libero       |
| 2  | Kévin Le Roux (od 02.12.2020)   | 1989     | 209    | środkowy     |
| 3  | Davy Moraes                     | 1997     | 200    | atakujący    |
| 5  | Renan Michelucci                | 1994     | 200    | środkowy     |
| 6  | Siergiej Grankin                | 1985     | 193    | rozgrywający |
| 7  | Robin Baghdady                  | 1999     | 205    | przyjmujący  |
| 8  | Anton Brehme                    | 1999     | 200    | środkowy     |
| 9  | Timothée Carle                  | 1995     | 195    | przyjmujący  |
| 10 | Julian Zenger                   | 1997     | 190    | libero       |
| 11 | Cody Kessel                     | 1991     | 197    | przyjmujący  |
| 12 | Samuel Tuia                     | 1986     | 195    | przyjmujący  |
| 13 | Benjamin Patch                  | 1994     | 203    | atakujący    |
| 14 | Denis Kaliberda (od 20.12.2020) | 1990     | 193    | przyjmujący  |
| 16 | Éder Carbonera                  | 1983     | 204    | środkowy     |
| 18 | Pierre Pujol                    | 1984     | 190    | rozgrywający |

### Sezon 2019/2020

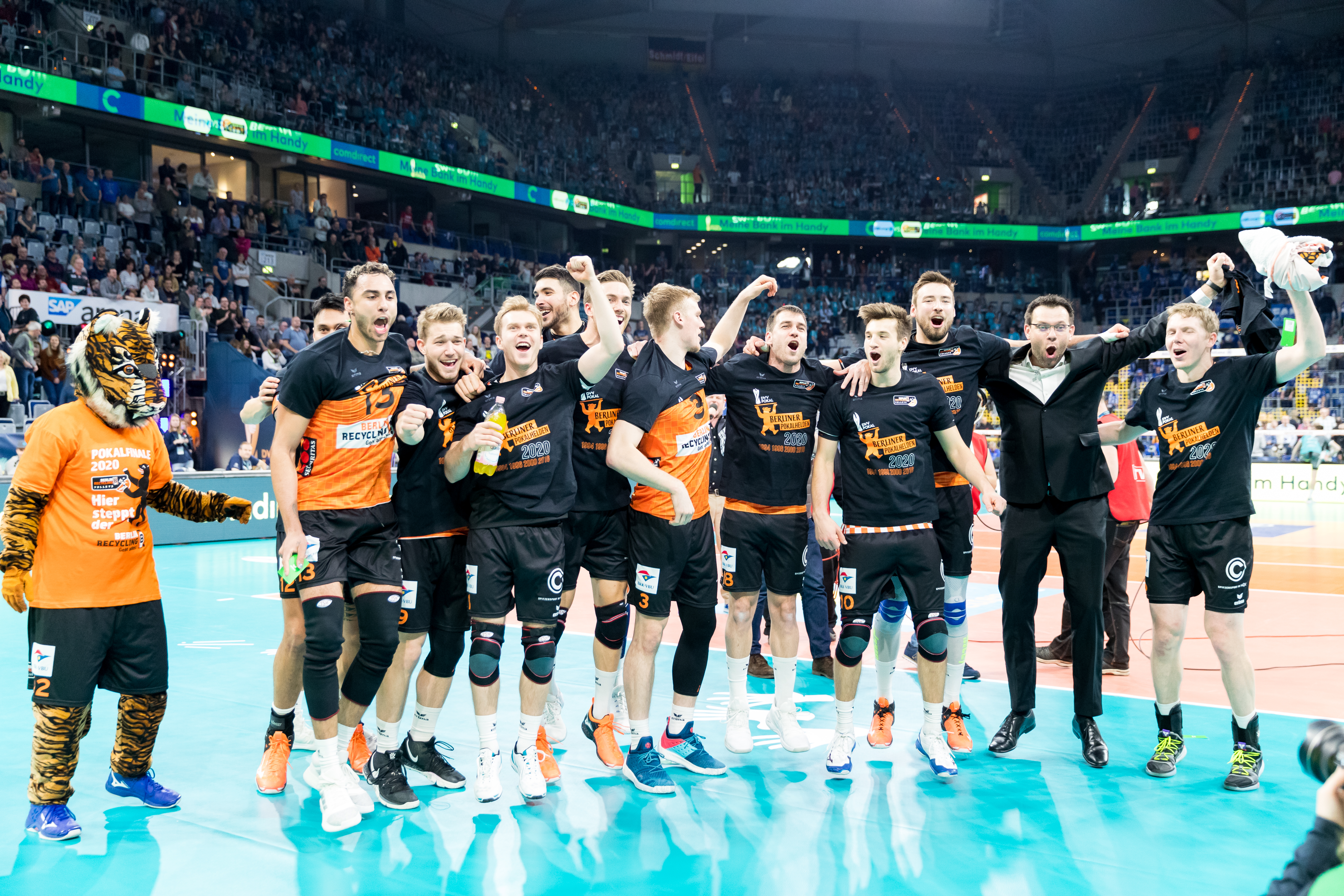
Zawodnicy Berlin Recycling Volleys w sezonie 2019/2020

| Nr | Imię i nazwisko  | Data ur. | Wzrost | Pozycja      |
| -- | ---------------- | -------- | ------ | ------------ |
| 1  | Adam Kowalski    | 1994     | 180    | libero       |
| 3  | Kyle Ensing      | 1997     | 201    | atakujący    |
| 4  | Jeffrey Jendryk  | 1995     | 208    | środkowy     |
| 5  | Moritz Reichert  | 1995     | 195    | przyjmujący  |
| 6  | Siergiej Grankin | 1985     | 193    | rozgrywający |
| 7  | Georg Klein      | 1991     | 201    | środkowy     |
| 9  | John Hatch       | 1996     | 189    | przyjmujący  |
| 10 | Julian Zenger    | 1997     | 190    | libero       |
| 11 | Cody Kessel      | 1991     | 197    | przyjmujący  |
| 12 | Samuel Tuia      | 1986     | 195    | przyjmujący  |
| 13 | Benjamin Patch   | 1994     | 203    | atakujący    |
| 14 | Nicolas Le Goff  | 1992     | 205    | środkowy     |
| 18 | Pierre Pujol     | 1984     | 190    | rozgrywający |

### Sezon 2018/2019
| Nr | Imię i nazwisko  | Data ur. | Wzrost | Pozycja      |
| -- | ---------------- | -------- | ------ | ------------ |
| 3  | Dustin Watten    | 1986     | 183    | libero       |
| 4  | Jeffrey Jendryk  | 1995     | 208    | środkowy     |
| 5  | Moritz Reichert  | 1995     | 195    | przyjmujący  |
| 6  | Siergiej Grankin | 1985     | 193    | rozgrywający |
| 7  | Georg Klein      | 1991     | 201    | środkowy     |
| 9  | Jan Zimmermann   | 1993     | 190    | rozgrywający |
| 10 | Sebastian Kühner | 1987     | 203    | rozgrywający |
| 11 | Adam White       | 1989     | 203    | przyjmujący  |
| 12 | Samuel Tuia      | 1986     | 195    | przyjmujący  |
| 13 | Benjamin Patch   | 1994     | 203    | atakujący    |
| 14 | Nicolas Le Goff  | 1992     | 205    | środkowy     |
| 15 | Kyle Russell     | 1993     | 206    | atakujący    |
| 16 | Nicolas Rossard  | 1990     | 183    | libero       |
| 17 | Egor Bogachev    | 1997     | 198    | przyjmujący  |
| 18 | Linus Weber      | 1999     | 200    | przyjmujący  |

### Sezon 2017/2018
| Nr | Imię i nazwisko   | Data ur. | Wzrost | Pozycja      |
| -- | ----------------- | -------- | ------ | ------------ |
| 1  | Aleksandar Okolić | 1993     | 205    | środkowy     |
| 2  | Steven Marshall   | 1989     | 190    | przyjmujący  |
| 3  | Robert Kromm      | 1984     | 212    | przyjmujący  |
| 4  | Luke Perry        | 1995     | 180    | libero       |
| 7  | Georg Klein       | 1991     | 201    | środkowy     |
| 8  | Graham Vigrass    | 1989     | 205    | środkowy     |
| 9  | Daan van Haarlem  | 1989     | 198    | rozgrywający |
| 10 | Sebastian Kühner  | 1987     | 203    | rozgrywający |
| 11 | Adam White        | 1989     | 203    | przyjmujący  |
| 12 | Paul Carroll      | 1986     | 205    | atakujący    |
| 15 | Kyle Russell      | 1993     | 206    | przyjmujący  |
| 17 | Egor Bogachev     | 1997     | 198    | przyjmujący  |
| 18 | Pierre Pujol      | 1984     | 190    | rozgrywający |

### Sezon 2016/2017
| Nr | Imię i nazwisko    | Data ur. | Wzrost | Pozycja      |
| -- | ------------------ | -------- | ------ | ------------ |
| 1  | Aleksandar Okolić  | 1993     | 205    | środkowy     |
| 2  | Steven Marshall    | 1989     | 190    | przyjmujący  |
| 3  | Robert Kromm       | 1984     | 212    | przyjmujący  |
| 4  | Luke Perry         | 1995     | 180    | libero       |
| 5  | Nikola Kovačević   | 1983     | 193    | przyjmujący  |
| 6  | Felix Fischer      | 1983     | 203    | środkowy     |
| 8  | Graham Vigrass     | 1989     | 205    | środkowy     |
| 10 | Sebastian Kühner   | 1987     | 203    | rozgrywający |
| 11 | Tsimafei Zhukouski | 1989     | 192    | rozgrywający |
| 12 | Paul Carroll       | 1986     | 205    | atakujący    |
| 13 | Ruben Schott       | 1994     | 192    | przyjmujący  |
| 16 | Wouter ter Maat    | 1991     | 200    | atakujący    |
| 17 | Egor Bogachev      | 1997     | 198    | przyjmujący  |

### Sezon 2015/2016
| Nr | Imię i nazwisko     | Data ur. | Wzrost | Pozycja      |
| -- | ------------------- | -------- | ------ | ------------ |
| 2  | Erik Shoji          | 1989     | 184    | libero       |
| 3  | Robert Kromm        | 1984     | 212    | przyjmujący  |
| 6  | Felix Fischer       | 1983     | 203    | środkowy     |
| 7  | Nicolas Le Goff     | 1992     | 205    | środkowy     |
| 8  | Árpád Baróti        | 1991     | 206    | atakujący    |
| 9  | Paul Lotman         | 1985     | 200    | przyjmujący  |
| 10 | Sebastian Kühner    | 1987     | 203    | rozgrywający |
| 11 | Tsimafei Zhukouski  | 1989     | 192    | rozgrywający |
| 12 | Paul Carroll        | 1986     | 205    | atakujący    |
| 13 | Ruben Schott        | 1994     | 192    | przyjmujący  |
| 14 | Tomáš Kmeť          | 1981     | 202    | środkowy     |
| 18 | Francesco De Marchi | 1986     | 193    | przyjmujący  |

### Sezon 2014/2015
| Nr | Imię i nazwisko      | Data ur. | Wzrost | Pozycja            |
| -- | -------------------- | -------- | ------ | ------------------ |
| 1  | Scott Touzinsky      | 1982     | 200    | przyjmujący        |
| 2  | Erik Shoji           | 1989     | 184    | libero             |
| 3  | Robert Kromm         | 1984     | 212    | przyjmujący        |
| 4  | Aleksandar Spirovski | 1978     | 203    | atakujący          |
| 6  | Felix Fischer        | 1983     | 203    | środkowy           |
| 7  | Kawika Shoji         | 1987     | 192    | rozgrywający       |
| 10 | Sebastian Kühner     | 1987     | 203    | rozgrywający       |
| 11 | Martin Kryštof       | 1982     | 179    | libero             |
| 12 | Paul Carroll         | 1986     | 205    | atakujący          |
| 14 | Tomáš Kmeť           | 1981     | 202    | środkowy           |
| 16 | Christian Dünnes     | 1983     | 207    | środkowy/atakujący |
| 17 | Rob Bontje           | 1981     | 206    | środkowy           |
| 18 | Francesco De Marchi  | 1986     | 193    | przyjmujący        |

### Sezon 2013/2014
| Nr | Imię i nazwisko      | Data ur. | Wzrost | Pozycja      |
| -- | -------------------- | -------- | ------ | ------------ |
| 1  | Scott Touzinsky      | 1982     | 200    | przyjmujący  |
| 2  | Kawika Shoji         | 1987     | 192    | rozgrywający |
| 3  | Robert Kromm         | 1984     | 212    | przyjmujący  |
| 4  | Aleksandar Spirovski | 1978     | 203    | atakujący    |
| 6  | Felix Fischer        | 1983     | 203    | środkowy     |
| 7  | Roko Sikirić         | 1981     | 196    | przyjmujący  |
| 10 | Sebastian Kühner     | 1987     | 203    | rozgrywający |
| 11 | Martin Kryštof       | 1982     | 179    | libero       |
| 12 | Paul Carroll         | 1986     | 205    | atakujący    |
| 13 | Florian Hecht        | 1993     | 200    | środkowy     |
| 14 | Tomáš Kmeť           | 1981     | 202    | środkowy     |
| 15 | Ruben Schott         | 1994     | 192    | przyjmujący  |
| 17 | Srećko Lisinac       | 1992     | 205    | środkowy     |

### Sezon 2012/2013
| Nr | Imię i nazwisko      | Data ur. | Wzrost | Pozycja      |
| -- | -------------------- | -------- | ------ | ------------ |
| 1  | Scott Touzinsky      | 1982     | 200    | przyjmujący  |
| 2  | Kawika Shoji         | 1987     | 192    | rozgrywający |
| 3  | Robert Kromm         | 1984     | 212    | przyjmujący  |
| 4  | Aleksandar Spirovski | 1978     | 203    | atakujący    |
| 6  | Felix Fischer        | 1983     | 203    | środkowy     |
| 7  | Roko Sikirić         | 1981     | 196    | przyjmujący  |
| 8  | Björn Höhne          | 1991     | 193    | środkowy     |
| 9  | Ricardo Galandi      | 1989     | 201    | środkowy     |
| 10 | Sebastian Kühner     | 1987     | 203    | rozgrywający |
| 11 | Martin Kryštof       | 1982     | 179    | libero       |
| 12 | Paul Carroll         | 1986     | 205    | atakujący    |
| 14 | Tomáš Kmeť           | 1981     | 202    | środkowy     |

### Sezon 2011/2012
| Nr | Imię i nazwisko      | Data ur. | Wzrost | Pozycja      |
| -- | -------------------- | -------- | ------ | ------------ |
| 1  | Scott Touzinsky      | 1982     | 200    | przyjmujący  |
| 2  | Kawika Shoji         | 1987     | 192    | rozgrywający |
| 4  | Aleksandar Spirovski | 1978     | 203    | atakujący    |
| 5  | Jaroslav Škach       | 1975     | 194    | rozgrywający |
| 6  | Felix Fischer        | 1983     | 203    | środkowy     |
| 7  | Roko Sikirić         | 1981     | 196    | przyjmujący  |
| 8  | Björn Höhne          | 1991     | 193    | środkowy     |
| 9  | Ricardo Galandi      | 1989     | 201    | środkowy     |
| 10 | Urpo Sivula          | 1988     | 195    | przyjmujący  |
| 11 | Martin Kryštof       | 1982     | 179    | libero       |
| 12 | Paul Carroll         | 1986     | 205    | atakujący    |
| 14 | Tomáš Kmeť           | 1981     | 202    | środkowy     |
| 18 | Pablo Bengolea       | 1986     | 197    | przyjmujący  |

### Sezon 2010/2011

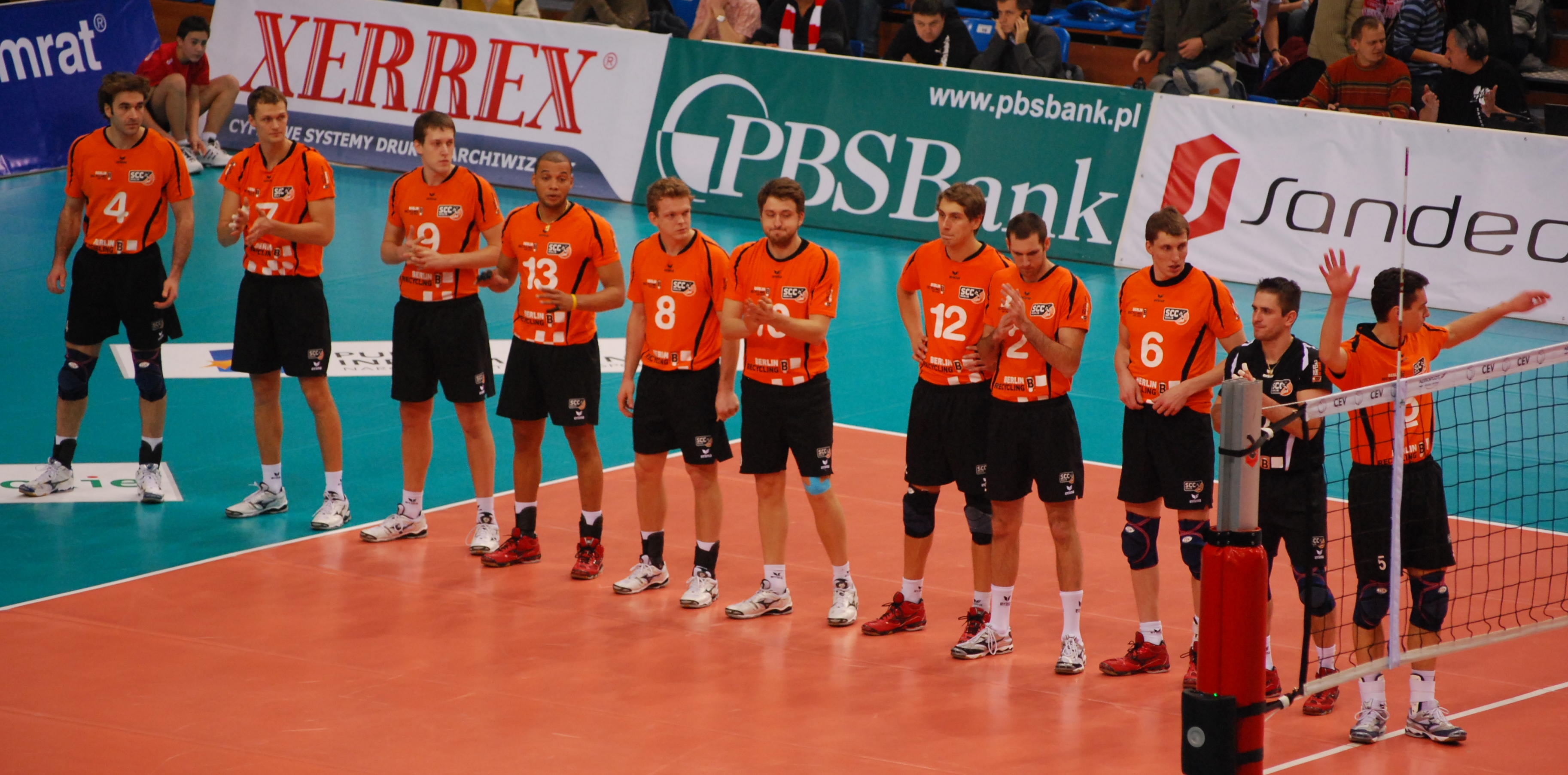
Zawodnicy SCC Berlin w sezonie 2010/2011

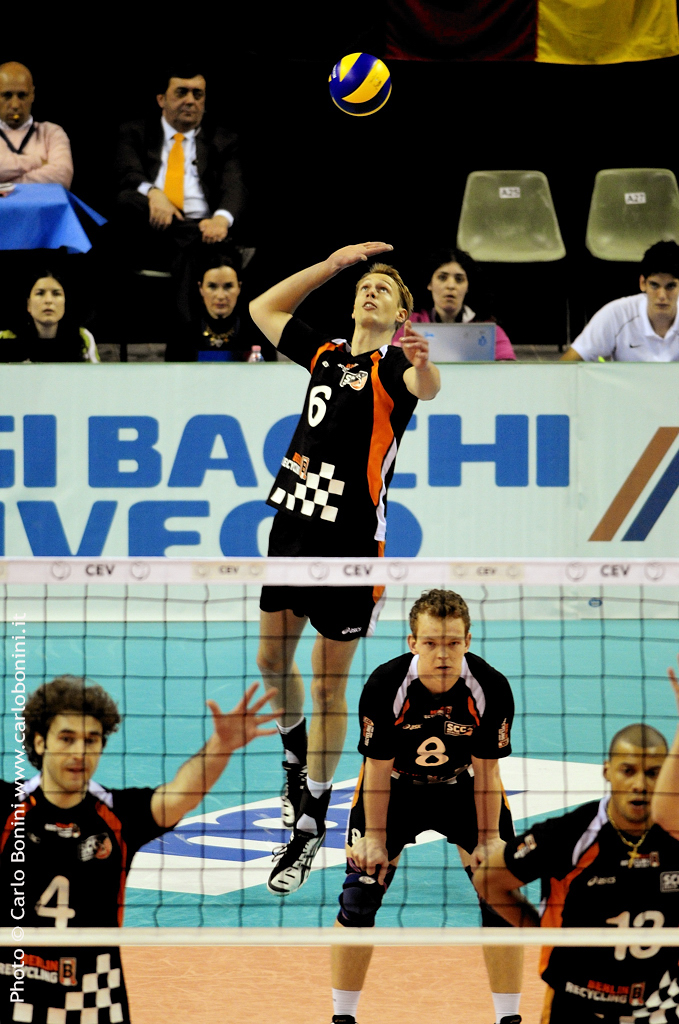
Zawodnicy SCC Berlin w półfinale Pucharu Challenge (2009/2010) grający przeciwko drużynie RPA-LuigiBacchi.it Perugia

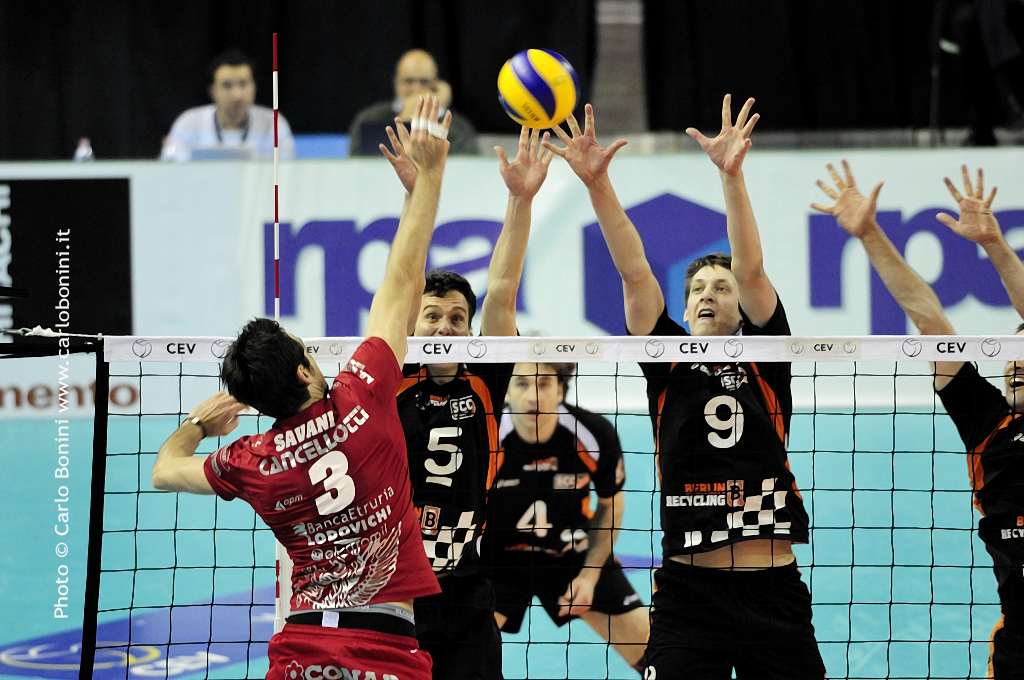
Zawodnicy SCC Berlin w półfinale Pucharu Challenge (2009/2010) grający przeciwko drużynie RPA-LuigiBacchi.it Perugia

| Nr | Imię i nazwisko        | Data ur. | Wzrost | Pozycja      |
| -- | ---------------------- | -------- | ------ | ------------ |
| 1  | Sebastian Fuchs        | 1986     | 203    | atakujący    |
| 2  | Scott Touzinsky        | 1982     | 200    | przyjmujący  |
| 3  | Mark Dodds             | 1982     | 198    | przyjmujący  |
| 4  | Aleksandar Spirovski   | 1978     | 203    | atakujący    |
| 5  | Jaroslav Škach         | 1975     | 194    | rozgrywający |
| 6  | Felix Fischer          | 1983     | 203    | środkowy     |
| 7  | Viktors Koržeņevičs    | 1986     | 203    | środkowy     |
| 8  | Jānis Šmēdiņš          | 1987     | 190    | przyjmujący  |
| 9  | Ricardo Galandi        | 1989     | 201    | środkowy     |
| 10 | Christoph Schwarz      | 1986     | 191    | rozgrywający |
| 11 | Martin Kryštof         | 1982     | 179    | libero       |
| 12 | Sebastian Krause       | 1989     | 203    | przyjmujący  |
| 13 | Salvador Hidalgo Oliva | 1985     | 195    | przyjmujący  |

### Sezon 2009/2010
| Nr | Imię i nazwisko        | Data ur. | Wzrost | Pozycja      |
| -- | ---------------------- | -------- | ------ | ------------ |
| 1  | Sebastian Fuchs        | 1986     | 203    | atakujący    |
| 2  | Krasimir Gajdarski     | 1983     | 205    | środkowy     |
| 4  | Aleksandar Spirovski   | 1978     | 203    | atakujący    |
| 5  | Jaroslav Škach         | 1975     | 194    | rozgrywający |
| 6  | Malte Holschen         | 1981     | 201    | środkowy     |
| 7  | Allan van de Loo       | 1975     | 200    | przyjmujący  |
| 8  | Jānis Šmēdiņš          | 1987     | 190    | przyjmujący  |
| 9  | Ricardo Galandi        | 1989     | 201    | środkowy     |
| 10 | Christoph Schwarz      | 1986     | 191    | rozgrywający |
| 11 | Martin Kryštof         | 1982     | 179    | libero       |
| 13 | Salvador Hidalgo Oliva | 1985     | 195    | przyjmujący  |
| 14 | Jaromir Zachrich       | 1985     | 201    | środkowy     |

### Sezon 2008/2009
| Nr | Imię i nazwisko      | Data ur. | Wzrost | Pozycja      |
| -- | -------------------- | -------- | ------ | ------------ |
| 1  | Sebastian Fuchs      | 1986     | 203    | atakujący    |
| 2  | Jiří Popelka         | 1977     | 204    | przyjmujący  |
| 3  | Mark Dodds           | 1982     | 198    | przyjmujący  |
| 4  | Aleksandar Spirovski | 1978     | 203    | atakujący    |
| 5  | Jaroslav Škach       | 1975     | 194    | rozgrywający |
| 6  | Felix Fischer        | 1983     | 203    | środkowy     |
| 7  | Christoph Eichbaum   | 1982     | 198    | przyjmujący  |
| 8  | Dirk Westphal        | 1986     | 203    | przyjmujący  |
| 9  | Marcus Böhme         | 1985     | 211    | środkowy     |
| 10 | Christoph Schwarz    | 1986     | 191    | rozgrywający |
| 11 | Martin Kryštof       | 1982     | 179    | libero       |
| 14 | Jaromir Zachrich     | 1985     | 201    | środkowy     |